# آیدکس کورپوریشن
ابرشرکت آیدکس (انگلیسی: IDEX Corporation) ابرشرکت تولید صنعتی آمریکایی است، که در سال ۱۹۸۸ تأسیس شد.